# Wspólnota administracyjna Boos
Wspólnota administracyjna Boos – wspólnota administracyjna (niem. Verwaltungsgemeinschaft) w Niemczech, w kraju związkowym Bawaria, w rejencji Szwabia, w regionie Donau-Iller, w powiecie Unterallgäu. Siedziba wspólnoty znajduje się w miejscowości Boos. Powstała 1 maja 1978.
Wspólnota administracyjna zrzesza pięć gmin wiejskich (Gemeinde): 
- Boos, 1 924 mieszkańców, 17,65 km²
- Fellheim, 1 075 mieszkańców, 5,08 km²
- Heimertingen, 1 683 mieszkańców, 13,88 km²
- Niederrieden, 1 375 mieszkańców, 13,90 km²
- Pleß, 823 mieszkańców, 15,06 km²